# Яхінсон Ізраїль Борисович
Ізраїль Борисович (Беркович) Яхінсон (1891, Кишинів, Бессарабська губернія — ?) — український радянський філолог і педагог, єврейський громадський діяч, автор підручників для радянських єврейських шкіл з навчанням на їдиші та українською мовою.

## Біографія
Народився в 1891 році. Навчався на педагогічних курсах у Гродно..
У 1923—1924 роках був лектором Вищих єврейських педагогічних курсів у Києві. Протягом 1920-х років опублікував низку публіцистичних праць на їдиші, під його редакцією видавалася серія книг "פּאָפּולער-װיסנשאַפֿטלעכע ביבל'שר
У 1927 році призначений завідувачем педагогіко-педологічної секції Інституту єврейської пролетарської культури при Всеукраїнській академії наук у Києві. Педагогічні роботи І. Б. Яхінсона в цей час публікувалися головним чином на сторінках київського журналу «Ратнбілдунг» («Радянська освіта», на [їдиш]]і). Був автором або одним із авторів шкільних підручників та хрестоматій на їдиші, які згодом зазнали ідеологічної критики, деякі навіть цензурної заборони, внаслідок чого приблизно у 1934 році І. Б. Яхінсон був змушений залишити роботу в Інституті єврейської пролетарської культури.
До 1941 року працював відповідальним редактором та директором географічного центру державного видавництва «Радянська школа» у Києві. Брав участь у виданні книг, карт, навчальних посібників та шкільних підручників з географії російською та українською мовами, опублікував книги з історії сільського господарства, педагогіки, літературознавчу працю «Епоха Менделе Мойхер-Сфорім Менделе» (1927). З початком Велика Вітчизняна війна Великої Вітчизняної війни був з дружиною евакуйований в Балтакуль (Куштепінський район Маргеланський район Ферганська область).

## Сім'я
- Брат — Михаїл Борисович (Міхл Беркович) Яхінсон (1894, Кишинів — 1942, Трансністрія), журналіст і співробітник ряду періодичних видань на їдиші, редактор щоденник " в [Одеса | Одесі]] (1917), був депортований в гетто і загинув.
- Дружина — Берта Ісааківна Яхінсон (1890—?), завідувала дитячим садком у Києві[6].
  - Син — Борис Ізраїлович Яхінсон (1917—?), математик і електротехнік.

## Публікації
- Українська Республіка та Установчі Збори. Сімферополь, 1917.
- געיאַג נאָך שפּײַז: שמועסן פֿון קולטור-געשיכטע (похід за їжею: бесіди про культурну історію для рабів. Київ: Култур-лізі, 1924. — 66 с.
- באַ דער ערד (при землі). Київ, 1925.
- מענדעלעס עפּאָכע (менделес епосі — епоха Менделе). Київ: Кооперативне видавництво «Култур-Лізі», 1927.[7].
- Епоха Менделе: Антологія. Київ: Кооперативне видавництво «Култур-Лізі», 1927.
- Нариси з історії сільського господарства. М.-Л.: Держвидав, 1927. — 190 с.

Харків: Центральне видавництво народів СРСР, 1929. — 403 с.
- Соціально-економічний підйом євреїв у 19 столітті. Київ, 1929.
- אַרבעט-בוך אױף נאַטורװיסנשאַפֿט (навчальний посібник з природознавства для вчителів, з співавторами). Київ, ?
- Завдання науково-педагогічної роботи в єврейському середовищі. Збірник «Питання біології та патології євреїв» ІІІ. Київ: Видавництво Єврейського історико-етнографічного товариства, 1930 р.
- Українська Радянська Соціалістична Республіка: Фізична карта. Львів: Радянська школа, 1939.
- Природні зони СРСР і головні промислові райони: Карти 4-й клас. Харків: Радянська школа, 1939.
- Фізична карта Союзу РСР: 7-клас. Харків: Радянська школа, 1940.
- Фізична карта СРСР. Львів, 1947.